# Kølskegård
Kølskegård eller Kjølskegaard er en herregård beliggende i Hallund Sogn.

## Ejere
- 1465 Børglum bispestol
- 1536 Kronen
- 1574 Sidsel Clausdatter Bille gift Høg Banner
- 1587 Stygge Høg
- 1630 - 1639 Anne Styggesdatter Høg gift Rosenkrantz
- 1639 - 1651 Johanne Styggesdatter Høg gift Kaas og Mogens Jensen Kaas
- 1651 - 1665 Laurids Below
- 1665 - 1683 Claus Lauridsen Below/ Sofie Lauridsdatter Below/ Ellen Lauridsdatter Below gift Arenfeldt
- 1683 Jørgen Arenfeldt
- 1683 Hans Mogensen Arenfeldt
- 1689 - 1701 Peder Benzon
- 1701 - 1715 Peder Benzon (søn)
- 1715 - 1716 Frederik Christian. Rantzau
- 1716 - 1725 Jacob Frandsen Hjort
- 1725 - 1745 Jesper Pedersen Lykke (Lyche)
- 1745 - 1775 Peder Markvard Rodsteen Lykke (Lyche)
- 1775 - 1800 Birgitte Johanne Hauch gift Lykke (Lyche)
- 1800 - 1827 Claus Pedersen Lykke (Lyche)
- 1827 - 1828 Ane Kirstine Dorothea Drewsen
- 1828 - 1836 Morten Leth Hastrup
- 1836 - 1839 Christian Thielemann
- 1839 - 1840 Staten
- 1840 - 1891 Georg Ludvig Nyholm
- 1891 - 1895 Vallø stift
- 1895 1907 Lars Larsen
- 1907 - 1920 konsortium (C. Stougaard-L.Høm-P.L.Holst-Hansen)
- 1920 - 1941 S. Thomsen
- 1941 Hans Chr. Nielsen
- 1941 Harald Vangsgård
- 1941 - 1948 L. K. Emmersen
- 1948 - 1954 forskellige ejere bl.a. Peter Lunden
- 1954 - 1981K. V. Krabbe [1]
- 1981 - 1987 Henning og Gunhild Sloth (svigersøn)
- 1987 - 2008 Per Larsen Andersen (svigersøn)
- 2008 Thomas Sejlund
- 2008 - nu 2016 Poul Due